# Bad Boys (álbum)
Bad Boys é o quinto álbum de estúdio lançado pelo grupo DeBarge em 1987, após El DeBarge e Bunny DeBarge deixarem o grupo.
Após El e Bunny DeBarge deixarem o grupo, os membros remanescentes James, Mark e Randy saíram da  Motown Records em 1986 e assinaram com a gravadora local Striped Horse. Então chamaram o irmão mais velho Bobby (antes integrante da banda Switch) para se juntar ao grupo e produzir o álbum.
Com James e Bobby DeBarge se alternando nos vocais principais, o grupo lançou o álbum em 1987 com dois singles: "Dance All Night", que se tornou o último sucesso do grupo, alcançando o número 33 das paradas e a balada "I Got You Babe", que fracassou, alcançando apenas a posição 73. O grupo ainda faria uma aparição no seriado  " Punky, A Levada da Breca.
Devido a limitada promoção do pequeno selo e ninguém conseguindo chamar a atenção tanto quanto El, o álbum fracassou e após Bobby e Chico serem presos por posse de drogas (e cumprindo seis anos de prisão), o trio restante se separou em 1989.

## Faixas
1. "Dance All Night" (3:41)
2. "We're Havin' Fun" (3:33)
3. "You're a Big Boy" (4:31)
4. "You're Not the Only One" (3:10)
5. "All Over" (4:25)
6. "Say You Do" (4:25)
7. "I Got You Babe" (4:38)
8. "Take It to the Top" (3:18)
9. "Every Time I Think of You" (4:29)